# Николай Подвалнюк
Николай Иванович Подвалнюк (на руски: Николай Иванович Подвальнюк, остар. Николай Ивановичъ Подвальнюкъ) е руски и български офицер, генерал от инфантерията от руската имперска войска и капитан от Българската земска войска, офицер от Руско-турската война (1877 – 1878) и Руско-японска война (1904 – 1905), командир на дружини от българската земска войска и първи командир на 3-та пеша бригада.

## Биография
Николай Подвалнюк е роден на 23 юли 1948 г. в Руската империя. По вероизповедание е православен християнин. На 19 юни 1864 г. постъпва на военна служба. Взема участие в Руско-турската война (1877 – 1878) в която е ранен. На 11 септември 1880 г. като капитан от Лейбгвардейски егерски полк е уволнен „по молба“ от руска служба и назначен на служба в българската земска войска. На 1 октомври 1880 г. поема командването на Еленска №21 пеша дружина, след което от 6 септември 1881 командва новосформираната Плевенска №6 пеша дружина, след което от 30 октомври 1882 е командир на Русчукска №23 пеша дружина. На 24 април 1883 е назначен за командир на 3-та пеша бригада. На 6 ноември 1885 г. отново е назначен на служба в руската войска и се завръща в Лейбгвардейския егерски полк.

## Семейство
Генерал от инфантерията Николай Подвалнюк е женен два пъти и има дъщеря родена през 1901 година. Брат е на полковник Иван Подвалнюк

## Военни звания
- Подпоручик от армията (17 юли 1867)
- Прапоршчик от гвардията (старшинство 13 септември 1868)
- Подпоручик от гвардията (старшинство 20 април 1869)
- Поручик (старшинство 28 март 1871)
- Щабс-капитан от гвардията (17 април 1875)
- Капитан от гвардията (16 април 1878)
- Подполковник (височайша заповед 2 юли 1886 със старшинство 16 април 1878), преименуван
- Полковник за отличие (13 ноември 1887)
- Генерал-майор за отличие (15 февруари 1900)
- Генерал-лейтенант за отличие (6 декември 1906)
- Генерал от инфантерията за отличие (6 декември 1912)

## Образование
- Санктпетербургски кадетски корпус (до 1864)
- Второ военно константиновско училище (до 1867)
- Екатеринбургско инженерно училище (до 1867)

## Заемани длъжности
- Офицер от 37-и пехотен полк (от 17 юли 1867)
- Командир на рота (6 години и 9 месеца)
- Офицер от Лейбгвардейски егерски полк (до 24 септември 1880)
- Командир на Софийска №1 пеша дружина от Българската земска войска (24 септември 1880 – 1 октомври 1880)
- Командир на Еленска №21 пеша дружина от Българската земска войска (1 октомври 1880 – 6 септември 1881)
- Командир на Плевенска №6 пеша дружина от Българската земска войска (6 септември 1881 – 30 октомври 1882)
- Командир на Русчукска №23 пеша дружина от Българската земска войска (30 октомври 1882 – 24 април 1883)
- Командир на 3-та пеша бригада от Българската земска войска (24 април 1883 – 6 ноември 1885)
- Офицер от Лейбгвардейски егерски полк (от 6 ноември 1885)
- Командир на 166-и пехотен резервен луцки полк (2 юли 1886 – 3 март 1894)
- Командир на 48-и пехотен одески полк (3 март 1894 15 февруари 1900)
- Командир на 2-ра бригада от 44-та пехотна дивизия (15 февруари 1900 – 6 октомври 1903)
- Началник на 61-ва пехотна резервна бригада (6 октомври 1903 – 1 юни 1904)
- Командващ на 61-ва пехотна дивизия (1 юни 1904 – 3 март 1906)
- Началник на 41-ва пехотна дивизия (3 март 1906 – 19 юни 1910)
- Командир на 5-и сибирски армейски корпус (19 юни 1910 – 7 август 1911)
- Командир на 11-и армейски корпус (7 август 1911 – 12 декември 1912)
- Член на Александийския комитет на ранените (12 декември 1912 – след 1917)

## Награди
- Орден „Св. Станислав“ III степен (1873)
- Орден „Св. Анна“ III степен с мечове и лента (1878)
- Орден „Св. Станислав“ II степен с мечове (1879)
- Орден „Св. Владимир“ II степен (1882)
- Орден „Св. Александър“ III степен (1882)
- Орден „Такова“ III степен, Кралство Сърбия (1882)
- Орден „За заслуга“, Княжество България (1885)
- Орден „Св. Анна“ II степен (1889)
- Орден „Св. Владимир“ III степен (1893)
- Орден „Св. Станислав“ I степен (1903)
- Орден „Св. Анна“ I степен с мечове (1905)
- Орден „Св. Георги“ IV степен (28 юли 1907)
- Златно оръжие „За храброст“ (3 декември 1909)
- Орден „Св. Владимир“ II степен (1909)
- Орден „Св. Александър Невски“ (6 декември 1913)
- Орден на Белия орел (6 декември 1913)